# Silene physalodes
Silene physalodes är en nejlikväxtart som beskrevs av Pierre Edmond Boissier. Silene physalodes ingår i släktet glimmar, och familjen nejlikväxter. Inga underarter finns listade i Catalogue of Life.